# Herveo
Herveo é um município colombiano localizado no norte do departamento do Tolima na fronteira com o departamento de Caldas.